# Ophiothrix stri
Ophiothrix stri är en ormstjärneart som beskrevs av Hendler 2005. Ophiothrix stri ingår i släktet Ophiothrix och familjen Ophiothrichidae. Inga underarter finns listade i Catalogue of Life.